# Ángel Montoro
Ángel Montoro Sánchez (ur. 25 czerwca 1988 w Walencji) – hiszpański piłkarz występujący na pozycji pomocnika w Granada CF.